# راجو ناريسيتي
راجو ناريسيتي (مواليد 1966) هو صحفي ورئيس تحرير صحيفة سابق وكان مدير النشر العالمي في شركة ماكينزي آند كومباني منذ عام 2020. من يوليو 2018 إلى ديسمبر 2019، كان أستاذًا للممارسة المهنية ومديرًا لبرنامج زمالة نايت-باجوت في كلية الدراسات العليا للصحافة بجامعة كولومبيا. في أكتوبر 2017، تم تعيين ناريسيتي في مجلس أمناء مؤسسة ويكيميديا . وهو أحد القادة العالميين الشباب في المنتدى الاقتصادي العالمي وعضو مجلس إدارة مؤسسة النشر الأمريكية غير الربحية ريست أوف وورلد.

## حياته المهنية
نال راجو ناريسيتي درجة البكالوريوس في الاقتصاد من جامعة عثمانية ، ودرجة الماجستير في إدارة الأعمال من معهد الإدارة الريفية في أناند، ودرجة الماجستير في الصحافة من جامعة إنديانا بلومنجتون. بدأ مسيرته المهنية كصحفي في صحيفة إيكونوميك تايمز في الهند، قبل أن يبدأ العمل في الولايات المتحدة مع صحيفة ديتون ديلي نيوز، حيث شغل منصب مراسل بين عامي 1991 و1994.
في عام 1994، انضم لأول مرة إلى صحيفة وول ستريت جورنال كمراسل متخصص في مجالات الإعلام العالمي، واتجاهات التكنولوجيا، والمنتجات الاستهلاكية. وخلال اثني عشر عامًا، ترقّى في المناصب ليشغل مواقع بارزة، منها نائب رئيس تحرير النسخة الأمريكية، ومدير تحرير (2003-2004)، ومحرر (2004-2006) لصحيفة وول ستريت جورنال أوروبا. كما شغل منصب نائب رئيس التحرير (2005-2006) المسؤول عن أوروبا والشرق الأوسط وأفريقيا ضمن العلامة التجارية العالمية للصحيفة.
كان ناريسيتي رئيس تحرير القسم الرقمي لصحيفة واشنطن بوست، من عام 2009 إلى عام 2012 قبل أن ينضم لفترة وجيزة إلى صحيفة وول ستريت جورنال (كرئيس لشبكة وول ستريت جورنال الرقمية) في عام 2012. بصفته نائب الرئيس الأول للنمو والاستراتيجية في شركة نيوز كوربوريشن من عام 2013 إلى عام 2016، ساعد مجموعة الوسائط في تنمية فرص إيرادات جديدة، وخاصة في آسيا.
تم تعيينه رئيسًا ومديرًا تنفيذيًا لمجموعة نال راجو ناريسيتي درجة البكالوريوس في الاقتصاد من جامعة عثمانية ، ودرجة الماجستير في إدارة الأعمال من معهد الإدارThe Dة الريفية في أناند، ودرجة الماجستير في الصحافة من جامعة إنديانا بلومنجتون. بدأ مسيرته المهنية كصحفي في صحيفة إيكونوميك تايمز في الهند، قبل أن يبدأ العمل في الولايات المتحدة مع صحيفة ديتون ديلي نيوز، حيث شغل منصب مراسل بين عامي 1991 و1994.
وفي عام 2006، تولّى ناريسيتي منصب المحرر المؤسس لصحيفة مينت، وساهم في تعزيز مكانتها لتصبح ثاني أكبر صحيفة أعمال في الهند بحلول عام 2009. الصحيفة مملوكة لشركة إتش تي ميديا، التي تصدر أيضًا صحيفة هندوستان تايمز.بعد استحواذ يونيفزيون عليها في سبتمبر 2016. وظل في منصبه حتى أبريل 2018. وفقًا لموقع ذا ديلي بيست ، أُجبر ناريسيتي على الخروج من Univision وسط تخفيضات في عدد الموظفين.